# Mentque-Nortbécourt
Mentque-Nortbécourt (flämisch: Menteke-Noordboekhout) ist eine Gemeinde im Norden Frankreichs mit 653 Einwohnern (Stand: 1. Januar 2022). Sie gehört zur Region Hauts-de-France, zum Département Nord, zum Arrondissement Saint-Omer und zum Kanton Saint-Omer (bis 2015: Kanton Ardres).

## Geographie
Mentque-Nortbécourt liegt etwa elf Kilometer westnordwestlich von Saint-Omer und grenzt an Nort-Leulinghem im Norden, Bayenghem-lès-Éperlecques im Nordosten, Houlle im Osten und Nordosten, Moringhem im Süden und Osten, Acquin-Westbécourt im Südwesten sowie Tournehem-sur-la-Hem im Westen. Die Gemeinde gehört zum Regionalen Naturpark Caps et Marais d’Opale.

## Bevölkerungsentwicklung
| Jahr                      | 1962 | 1968 | 1975 | 1982 | 1990 | 1999 | 2006 | 2013 |
| ------------------------- | ---- | ---- | ---- | ---- | ---- | ---- | ---- | ---- |
| Einwohner                 | 452  | 450  | 404  | 426  | 446  | 449  | 520  | 630  |
| Quelle: Cassini und INSEE |      |      |      |      |      |      |      |      |

## Sehenswürdigkeiten
- Kirche Saint-Léger-et-Saint-Gilles in Mentque, ursprünglich aus dem 13. Jahrhundert
- Kirche Saint-Wandrille in Nortbécourt aus dem 12. Jahrhundert
- Windmühle Lebriez in Nortbécourt von 1714
- Windmühle Guilleman
- Ruine der Mühle von Inglinghem
- Schloss Inglinghem

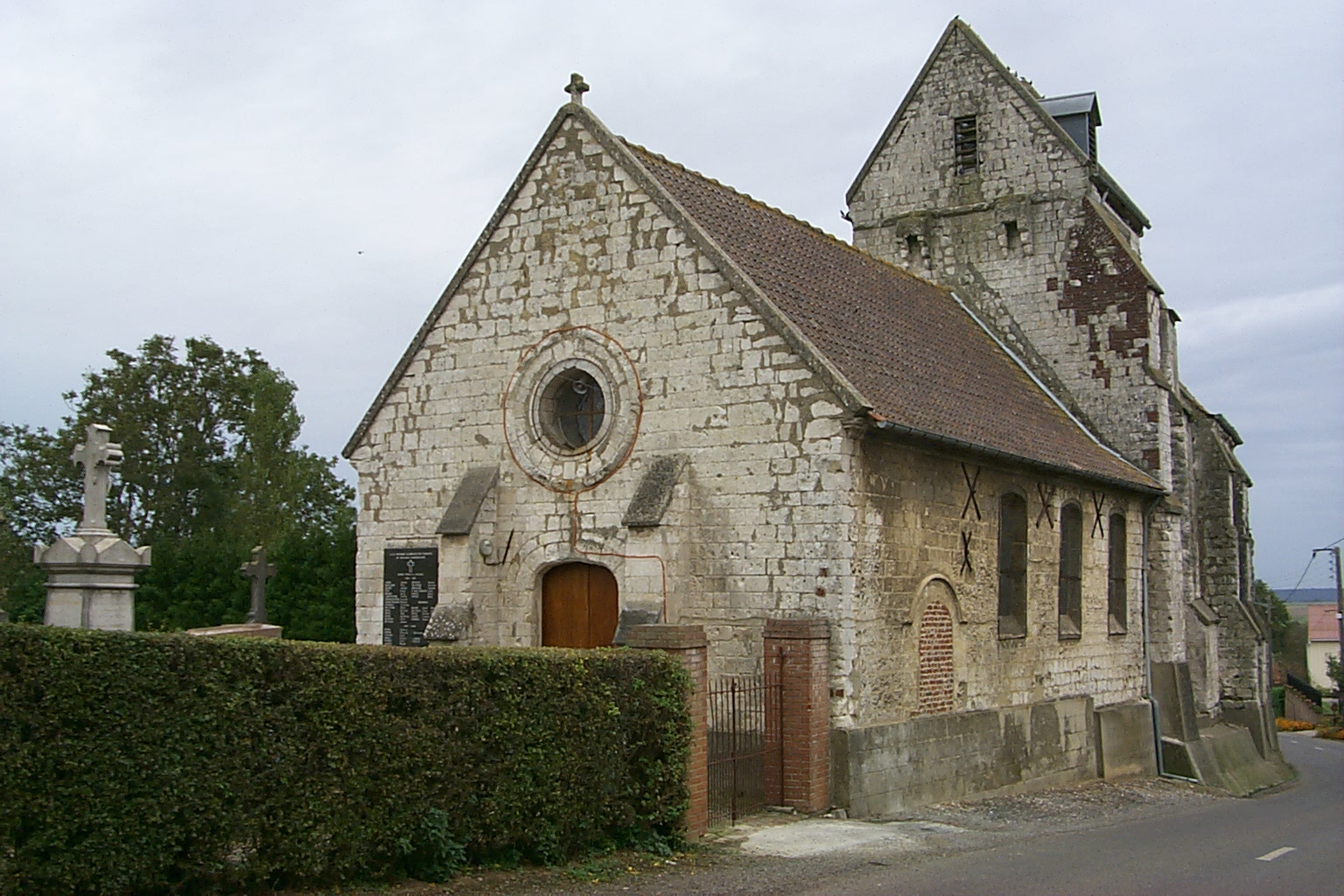
Kirche Saint-Léger-et-Saint-Gilles
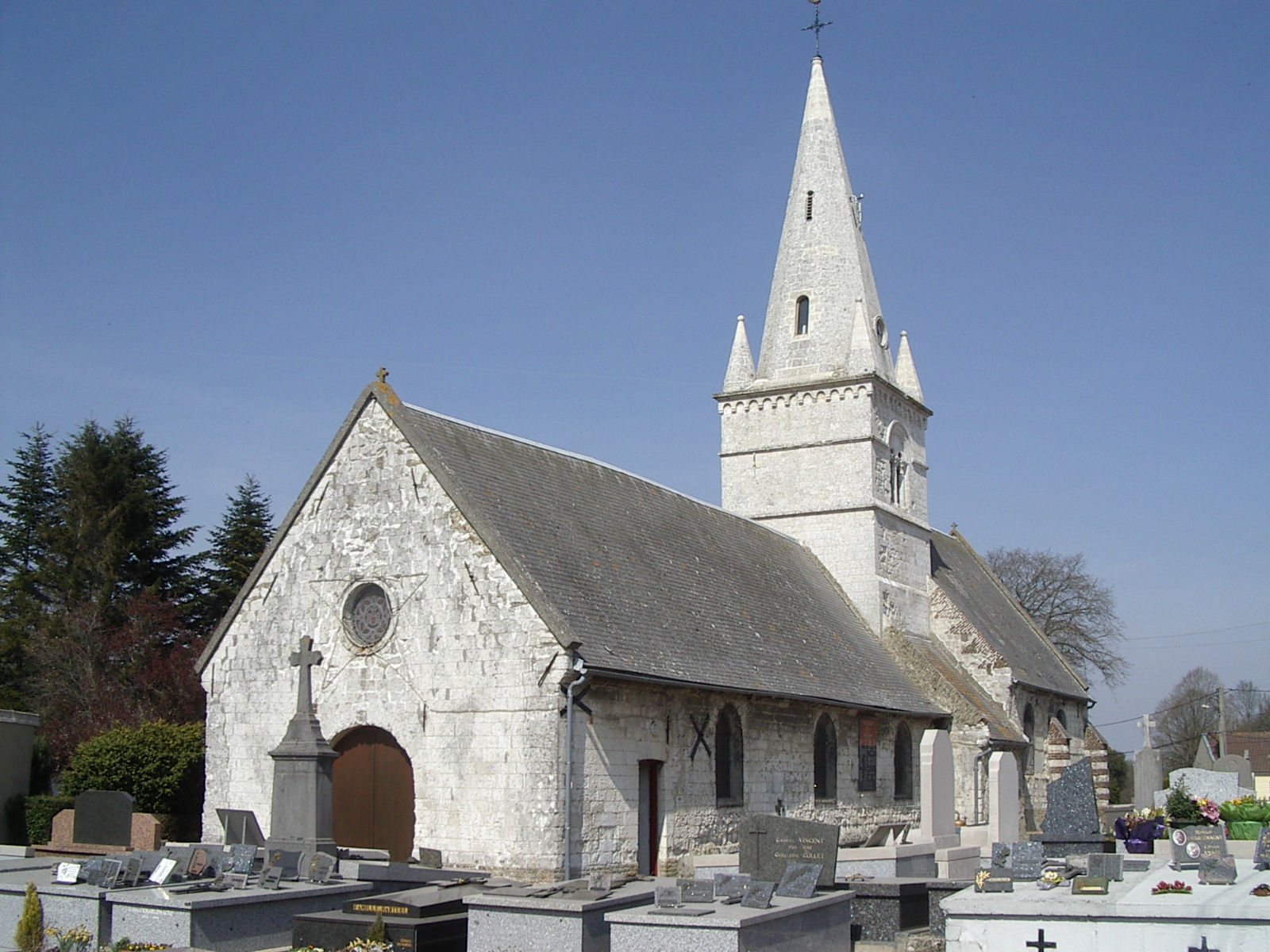
Kirche Saint-Wandrille
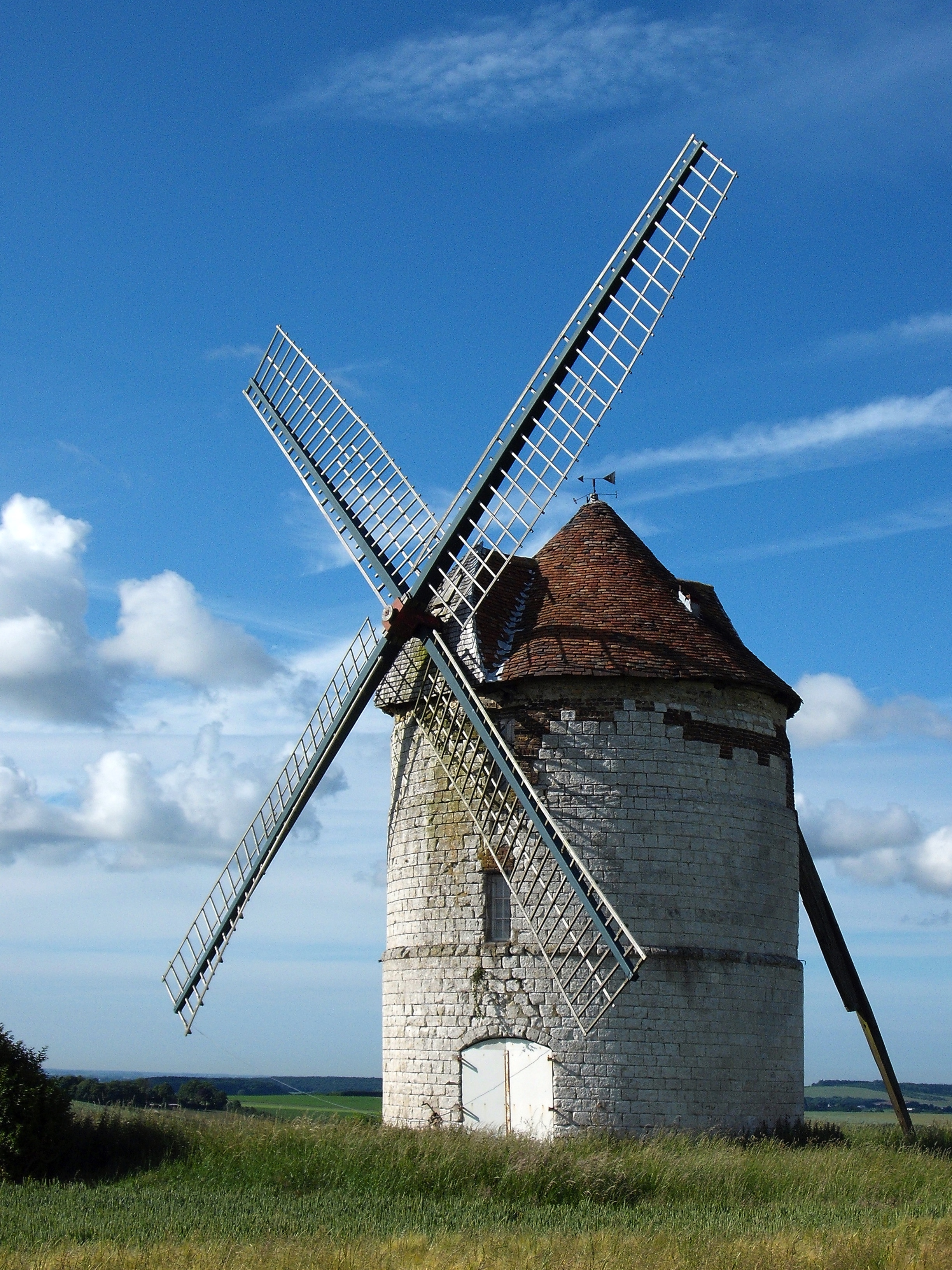
Windmühle Lebriez
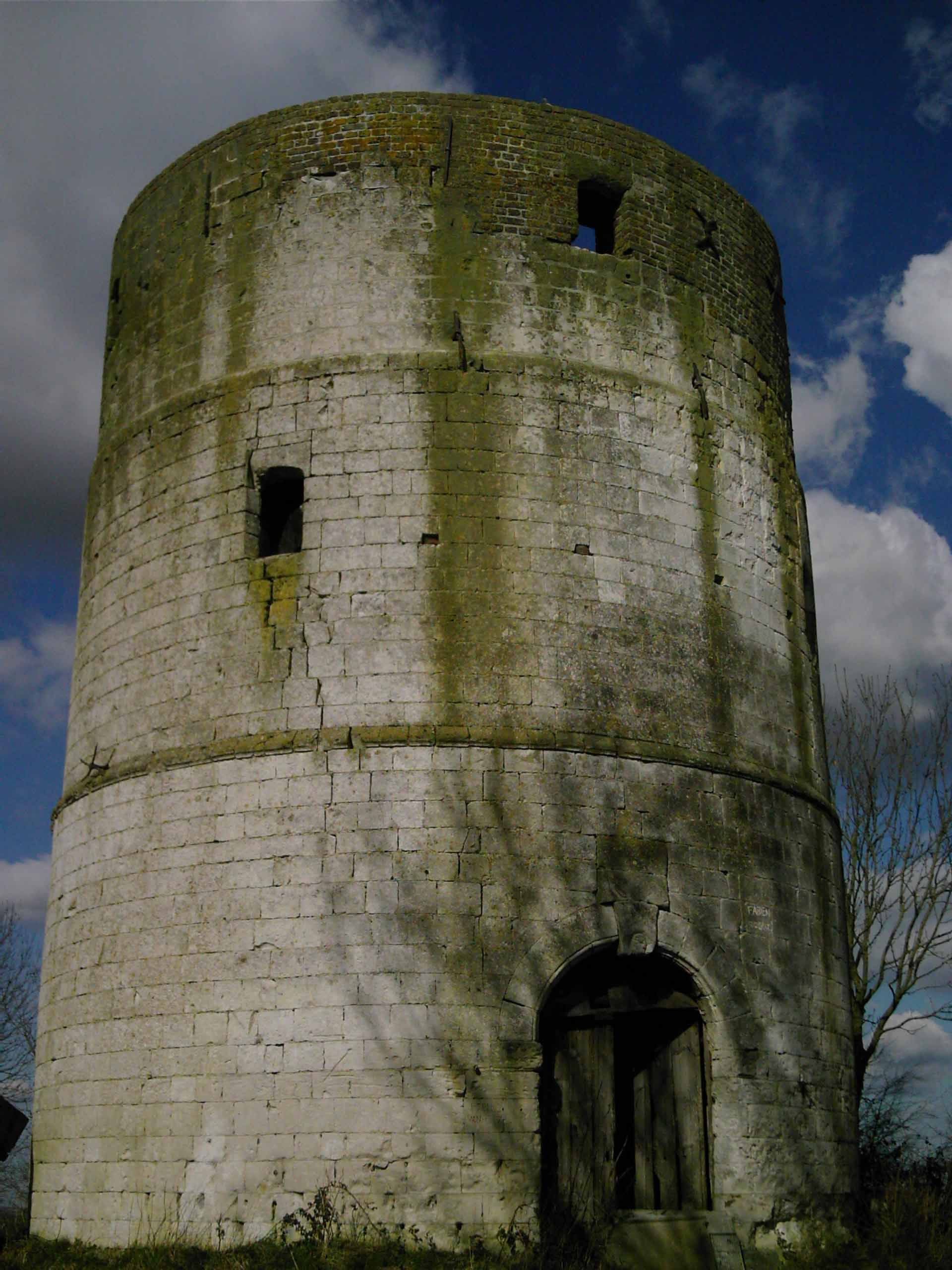
Ruine der Mühle von Inglinghem